# 清溪山站
清溪山站（：／ Cheonggyesan-ipgu yeok */?）是新盆唐線沿線的一座地下車站，位於韓國首爾特別市瑞草區新元洞。站名取自鄰近的清溪山。

## 車站結構
站體為2面2線側式月台的地下車站，候車月台設有月台幕門，並有2處出口。

### 月台配置
| ↑ 良才市民之林 |
| \| 下          |
| 板橋 ↓         |

| 月台 | 路線      | 目的地         |
| ---- | --------- | -------------- |
| 上行 | ●新盆唐線 | 良才、江南方向 |
| 下行 | ●新盆唐線 | 亭子、光教方向 |

## 歷史
- 2011年10月28日：落成啟用。

## 車站周邊
- 清溪山（朝鲜语：청계산 (경기/서울)）

## 相鄰車站
Neo Trans
●新盆唐線
良才市民之林（D09）－清溪山（D10）－板橋（D11）